# Pete Kelly's Blues
Pete Kelly's Blues (bra: A Taverna Maldita) é um filme norte-americano de 1955, do gênero policial, dirigido por Jack Webb  e estrelado por Jack Webb e Janet Leigh.

## Sinopse
Kansas City, 1927. Ao trompetista Pete Kelly só importa manter sua pequena banda de jazz em funcionamento. Quando seu baterista é assassinado, ele cede à pressão do gângster Fran McCarg e aceita a garota dele como sua vocalista. Nesse ambiente degradado, a única pessoa que parece manter a integridade é Ivy Conrad, que o ama. Passivo, chega um momento em que Kelly decide finalmente agir.

## Premiações
| Patrocinador                                    | Prêmio | Categoria                                    | Situação |
| ----------------------------------------------- | ------ | -------------------------------------------- | -------- |
| Academia de Artes e Ciências Cinematográficas   | Oscar  | Melhor Atriz Coadjuvante (Peggy Lee)         | Indicado |
| National Academy of Recording Arts and Sciences | Grammy | Melhor Álbum de Trilha Sonora - Cinema ou TV | Indicado |

## Elenco
| Ator/Atriz      | Personagem            |
| --------------- | --------------------- |
| Jack Webb       | Pete Kelly            |
| Janet Leigh     | Ivy Conrad            |
| Edmond O'Brien  | Fran McCarg           |
| Peggy Lee       | Rose Hopkins          |
| Andy Devine     | George Tenell         |
| Lee Marvin      | Al Gannaway           |
| Ella Fitzgerald | Maggie Jackson        |
| Martin Milner   | Joey Firestone        |
| Than Wyenn      | Rudy Shulak           |
| Herbert Ellis   | Bedido                |
| John Dennis     | Guy Bettenhouser      |
| Jayne Mansfield | Vendedora de cigarros |